# Detern
Der Flecken Detern (Ostfriesisches Platt Däitern, saterfriesisch Tjootern) ist eine kleine ostfriesische Gemeinde im Nordwesten Deutschlands. Sie gehört zur Samtgemeinde Jümme im niedersächsischen Landkreis Leer.

## Geografie
Der Ort liegt ca. 50 Kilometer von der Grenze zu den Niederlanden und 50 Kilometer von der Nordseeküste entfernt. Die Jümme fließt durch die Gemeinde.

## Eingemeindungen
Am 1. Januar 1973 wurden die Gemeinden Amdorf, Barge, Neuburg, Stickhausen und Velde eingegliedert. Dabei verlor die Gemeinde den Zusatz Flecken.
Gemeindegliederung
- Amdorf
- Barge
- Detern
- Deternerlehe
- Neuburg
- Stickhausen
- Velde

## Geschichte
Nahe Detern fand am  27. September 1426 die Schlacht von Detern statt. Die Ortsfeuerwehr wurde mit Stickhausen und Velde gebildet.
Eine alte Bezeichnung Deterns war 1752 Dedarden/Detarden. Das Grundwort des Ortsnamens geht vermutlich auf „-ard“ für „Siedlung, Wohnstätte“ zurück. Der erste Teil des Ortsnamens hat in „thiotan“ für „rauschen, tönen“ seinen Ursprung; wahrscheinlich liegt ein Gewässername zugrunde. Er hat die Bedeutung „die Lärmende, Rauschende“; also vermutlich „rauschendes Wasser“, da das Aper Tief in der Nähe liegt. Demnach steht der Ortsname für „Siedlung am rauschenden Wasser“.

## Politik

### Gemeinderat
Der Rat der Gemeinde Detern besteht grundsätzlich aus 13 Ratsfrauen und Ratsherren. Dies ist die festgelegte Anzahl für die Mitgliedsgemeinde einer Samtgemeinde mit einer Einwohnerzahl zwischen 2001 und 3000 Einwohnern. Die 13 Ratsmitglieder werden durch eine Kommunalwahl für jeweils fünf Jahre gewählt. Die aktuelle Amtszeit begann am 1. November 2021 und endet am 31. Oktober 2026.
Die letzte Kommunalwahl vom 12. September 2021 ergab das folgende Ergebnis:
| Partei | Stimmen | Anteilige Stimmen | Anzahl Sitze |
| ------ | ------- | ----------------- | ------------ |
| CDU    | 1.880   | 48,21 %           | 6            |
| SPD    | 2.020   | 51,79 %           | 7            |

Zwar stehen der SPD lt. dem Wahlergebnis sieben Sitze im Gemeinderat zu, allerdings sind bei der Kommunalwahl nur fünf Personen auf dem Wahlvorschlag der SPD angetreten. Somit hat die SPD-Fraktion fünf Mitglieder. Die zwei weiteren Sitze bleiben unbesetzt, da eine Nachwahl nicht zulässig ist. Die CDU-Fraktion hat sechs Mitglieder. Insgesamt hat der Rat, abweichend von der möglichen Höchstzahl an Mitgliedern, in der aktuellen Ratsperiode also elf Mitglieder.
Die Wahlbeteiligung bei der Kommunalwahl 2021 lag mit 57,94 % geringfügig über dem niedersächsischen Durchschnitt von 57,1 %. Zum Vergleich: Bei der vorherigen Kommunalwahl 2016 lag die Beteiligung mit 56,5 % etwas niedriger, bei der Kommunalwahl vom 11. September 2011 lag die Wahlbeteiligung bei 58,4 %.
Der Verwaltungsausschuss hat drei Mitglieder, die Fachausschüsse (Bau- und Planungsausschuss, Ausschuss für Soziales, Wirtschaft und Tourismus) haben je sieben Mitglieder, die nach den Sitzverhältnissen im Rat durch die Fraktionen benannt wurden.

### Bürgermeister
Seit dem 8. November 2021 ist Ruben Grüssing (SPD) ehrenamtlicher Bürgermeister der Gemeinde Detern.
Von 2015 bis 2021 Franz-Gerhard Brakenhoff (Bürger pro Jümme).
Von 2006 bis 2015 Klaus-Dieter Bleeker (FDP).

## Kultur und Sehenswürdigkeiten

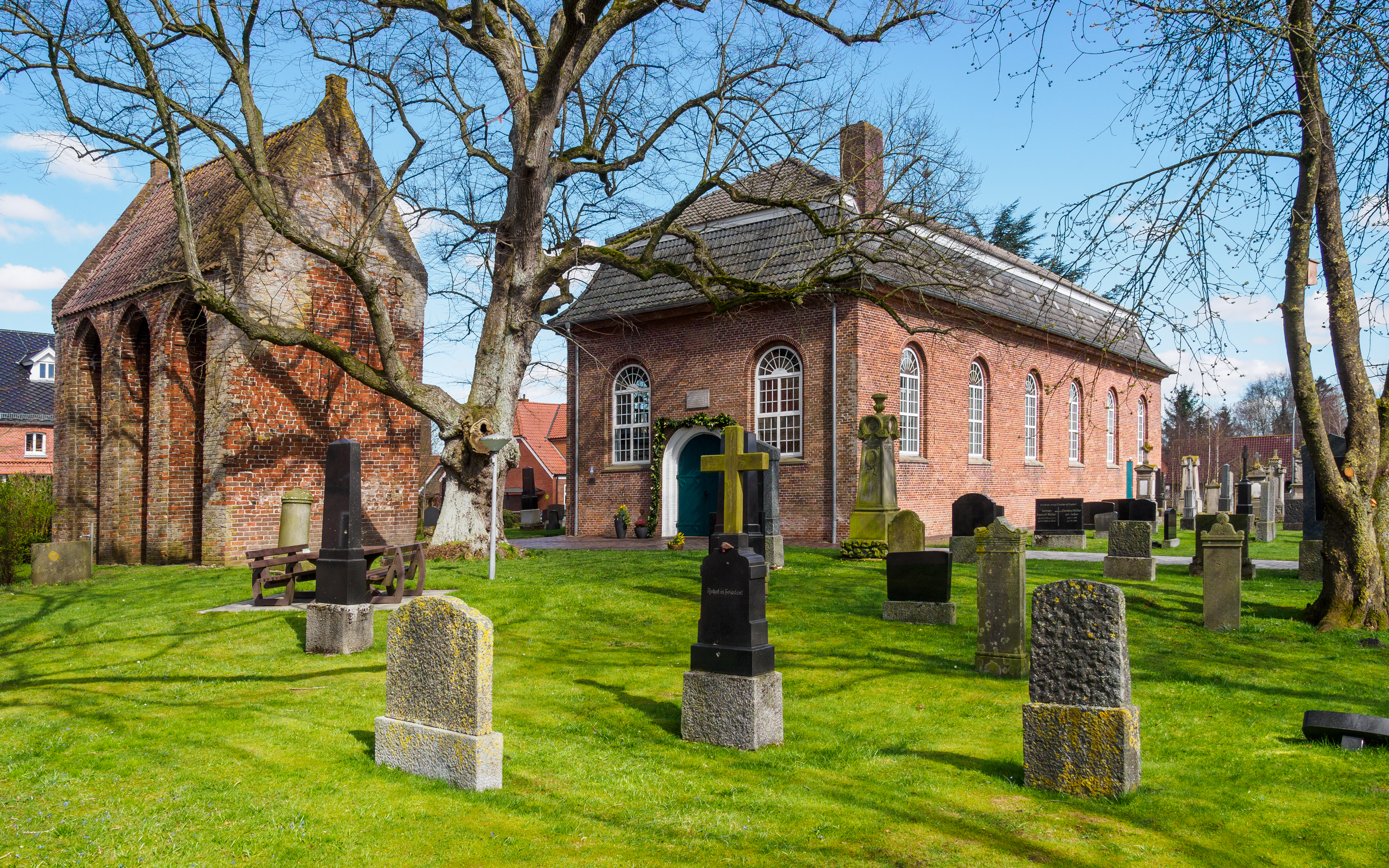
St.-Stephani-und-Bartholomäi-Kirche

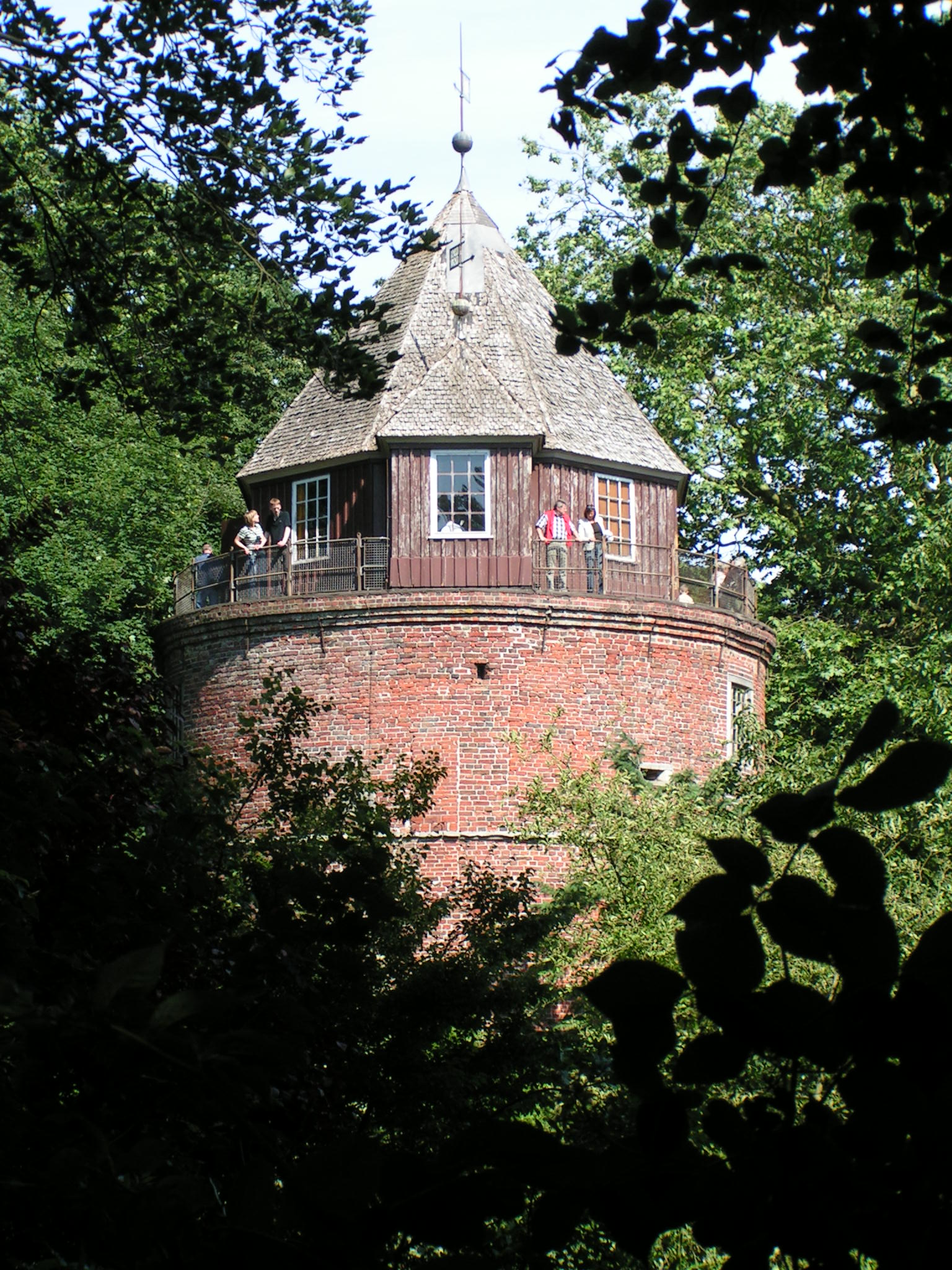
Turm der Burg Stickhausen

### Bauwerke
- Burg Stickhausen (1498 von Hamburger Kaufleuten als Schutz vor Räubern gebaut. Rundturm bis heute erhalten.)
- Die klassizistische St.-Stephani-und-Bartholomäi-Kirche.

### Naturschutzgebiete
Das Naturdenkmal Barger Meer steht seit 1941 unter Naturschutz und umfasst 6,3 Hektar.

### Sport
Der 1922 gegründete Turn- und Sportverein Detern e. V. bietet die Sportarten Fußball, Tennistraining mit der Fehntjer Tennis Academy, Badminton, Leichtathletik, Gymnastik und Turnen an. Größte Sparte ist der Fußball, die erste Herrenmannschaft spielt in der Ostfrieslandklasse A und die zweite Mannschaft in der Ostfrieslandklasse C. Die Damen spielen ab der Saison 2010/2011 nach einjähriger Abstinenz wieder in der Bezirksliga.

## Verkehr
Der Betriebsbahnhof Stickhausen-Velde liegt an der Bahnstrecke Oldenburg–Leer. Die Züge passieren den Bahnhof ohne Halt.

## Söhne und Töchter der Gemeinde
- Carl Heinrich Ihmels (1888–1967), evangelischer Theologe und Publizist
- Bernhard Harms (1876–1939), Wirtschaftswissenschaftler